# Лю Яньфэй
Лю Яньфэй (кит. упр. 刘 龑飞, род. 15 февраля 1967, Кёктокай, Синьцзян-Уйгурский автономный район) — китайский конькобежец. Участник зимних Олимпийских игр 1988, 1992 и 1994 годов.

## Биография
Лю Яньфэй родился 15 февраля 1967 года в китайском уезде Фуюнь (Кёктокай) в Синьцзян-Уйгурском автономном районе.
В соревнованиях по конькобежному спорту представлял район городского подчинения Тяньшань.
В 1988 году вошёл в состав сборной Китая на зимних Олимпийских играх в Калгари. На дистанции 1500 метров занял 31-е место, показав результат 1 минута 57,38 секунды, уступив 5,32 секунды завоевавшему золото Андре Хофману из ГДР.
В 1990 году выступал на зимних Азиатских играх в Саппоро. Ближе всего был к медали на дистанции 1500 метров, где занял 4-е место с результатом 2.01,80, уступив бронзовому призёру Ли Ин Хуну из Южной Кореи 34 сотых. Кроме того, занял 9-е место на дистанциях 1000 метров (1.19,68) и 5000 метров (7.35,68).
В 1992 году вошёл в состав сборной Китая на зимних Олимпийских играх в Альбервиле. На дистанции 1000 метров занял 30-е место, показав результат 1.17,59 и уступив 2,74 секунды выигравшему золото Олафу Цинке из Германии. На дистанции 1500 метров занял 18-е место, показав результат 1.58,44 и уступив 3,63 секунды победителю Юхану-Улафу Коссу из Норвегии. На дистанции 5000 метров занял 24-е место с результатом 7.25,56, уступив 25,59 секунды завоевавшему золото Геиру Карлстаду из Норвегии.
В 1994 году вошёл в состав сборной Китая на зимних Олимпийских играх в Лиллехаммере. На дистанции 1500 метров упал и не закончил выступление. Был знаменосцем сборной Китая на церемонии открытия Олимпиады.
В 1996 году участвовал в зимних Азиатских играх в Харбине. На дистанции 1500 метров занял 7-е место (1.59,51), на дистанции 5000 метров — 10-е (7.29,80).

## Личные рекорды
- 500 метров — 38,19 (9 ноября 1990, Алма-Ата)[8]
- 1000 метров — 1.15,10 (1 октября 1990, Алма-Ата)[8]
- 1500 метров — 1.54,06 (10 ноября 1993, Алма-Ата)[8]
- 3000 метров — 4.09,40 (11 ноября 1990, Алма-Ата)[8]
- 5000 метров — 7.08,60 (10 ноября 1993, Алма-Ата)[8]
- 10 000 метров — 15.06,01 (12 апреля 1993, Пекин)[8]